# Challenger de Shymkent II 2022
El torneo Shymkent Challenger II 2022 fue un torneo de tenis perteneció al ATP Challenger Tour 2022 en la categoría Challenger 80. Se trató de la 6ª edición; el torneo tuvo lugar en la ciudad de Shymkent (Kazajistán), desde el 16 hasta el 22 de mayo de 2022 sobre pista de tierra batida al aire libre.

## Jugadores participantes del cuadro de individuales
| Favorito | País                  | Jugador                | Rank1 | Posición en el torneo |
| -------- | --------------------- | ---------------------- | ----- | --------------------- |
| 1        | Bandera vacío         | Alexander Shevchenko   | 238   | Segunda ronda         |
| 2        | Bandera de Ucrania    | Illya Marchenko        | 254   | Cuartos de final      |
| 3        | Bandera de España     | Nicolás Álvarez Varona | 276   | Segunda ronda         |
| 4        | Bandera de Japón      | Kaichi Uchida          | 285   | Cuartos de final      |
| 5        | Bandera vacío         | Evgeny Karlovskiy      | 286   | Cuartos de final      |
| 6        | Bandera de Rumania    | Filip Jianu            | 295   | Segunda ronda         |
| 7        | Bandera de Uzbekistán | Denis Istomin          | 299   | Primera ronda         |
| 8        | Bandera de Suiza      | Antoine Bellier        | 311   | Primera ronda         |

- 1 Se ha tomado en cuenta el ranking del 9 de mayo de 2022.

### Otros participantes
Los siguientes jugadores recibieron una invitación (wild card), por lo tanto ingresan directamente al cuadro principal (WC):
- Dostanbek Tashbulatov
- Beibit Zhukayev
- Saba Purtseladze

Los siguientes jugadores ingresan al cuadro principal tras disputar el cuadro clasificatorio (Q):
- Sergey Fomin
- Iván Gájov
- Arjun Kadhe
- Mukund Sasikumar
- Eric Vanshelboim
- Evan Zhu

## Campeones

### Individual Masculino
- Sergey Fomin derrotó en la final a  Robin Haase, 7–6(3), 6–3

### Dobles Masculino
- Sanjar Fayziev /  Markos Kalovelonis derrotaron en la final a  Mikael Torpegaard /  Kaichi Uchida, 6–7(3), 6–4, [10–4]